# مرتضى منصور
مرتضى أحمد محمد منصور (17 يونيو 1952 -) هو قاضٍ ومحامٍ وسياسي مصري وشخصية إعلامية وسياسية. كان عضوًا في مجلس النواب المصري مرتين. الأولى كانت في العام 2000 حيث استمر فيه حتى العام 2005، والثانية كانت في العام 2015، حيث استمر فيه حتى العام 2020.
رياضيًا، ترأس منصور نادي الزمالك لفترة وجيزة في العامين 2005 و2006 وكذلك مرة أخرى منذ العام 2014 حتى سجنه في 25 فبراير 2023. ثم أعلن رحيله نهائيا عن الزمالك في 2 أغسطس من نفس العام.

## حياته
من مواليد حي شبرا بالقاهرة وأصله من محافظة الدقهلية. بعد تخرجه من كلية الحقوق تعين بالقضاء حيث عُين وكيل نيابة بمدينة الإسماعيلية.

## في الثقافة الشعبية
خلال مباراة في الدوري المصري الممتاز بين نادي الإسماعيلي ونادي الاتحاد السكندري اندلع شغب بالمباراة ثم تبادل الجميع الاتهامات. الاتهام الأكبر كان للاعب شهير لعب حينها للنادي الإسماعيلي والإدانة تحوط به من كل جانب فما كان بمنصور، حين كان حديث عهد بالمهنة وكيلًا للنائب العام المصري، إلا أن قرر حبس اللاعب أربعة أيام على ذمة التحقيق مع مراعاة التجديد طبقًا لسير التحقيقات بدلًا من تفادي التصادم مع راعي النادي الإسماعيلي عثمان أحمد عثمان صهر الرئيس المصري أنور السادات.[بحاجة لمصدر]
استمر «مرتضى» في تصدي المشاهير وتصيد سقطة عادل إمام الذي هاجمه في حوار له بإحدى المجلات، وهو ما اعتبره «مرتضى» سبا وقذفا في حقه، حصل بمقتضاه على حكم بحبس «عادل إمام» لمدة 6 أشهر، وتعويض مليون جنيه، وبعد تدخل العديد من الشخصيات للوساطة بينهما انتهت بتنازل «مرتضى» عن بلاغه في مقابل قيام «عادل» بنشر اعتذار بالصحف لمرتضى منصور وقام عادل إمام بتقديم شيك بمليون جنيه لمرتضى منصور أمام صلاح السعدني.[بحاجة لمصدر]
على مدى عقود، تصادم منصور مع شخصيات عامة مثل الفنانين،[بحاجة لمصدر] والقضاة، والراقصات الشرقيات.
في شهر رمضان 1440ه /2018م تناول مسلسل فوق السحاب شخصيته كرئيس لنادي للزمالك تحت اسم مرسي مندور.

## المسيرة الرياضية
ظهور منصور الحقيقي في الرياضة المصرية جاء من بوابة المحاماة بصفته محاميًا عن أشهر الرياضيين وفي مقدمتهم محمود الجوهري في قضيتين: الأولى التي طلب فيها الجوهري تعويضا من اتحاد الكرة بعد إقالته، والثانية عندما اتهم الجوهري طاهر أبو زيد بسبه وقذفه والاثنان كسبهما منصور ببساطة مما جعل أشهر الرياضيين يوكلونه في قضاياهم.[بحاجة لمصدر]

### المسيرة في نادي الزمالك
كان منصور عضوًا في مجلس إدارة نادي الزمالك منذ العام 1996 حتى العام 2005 كما تولى في العام 2001 منصب نائب رئيس نادي الزمالك حتى العام 2005.

#### رئاسة نادي الزمالك لفترة وجيزة (2005–2006)
في أبريل 2005، أُنتخب رئيسًا للزمالك في ديسمبر من نفس العام حلت وزارة الرياضة والشباب المصرية مجلس إدراته بعد أن استقال 6 من أعضاء المجلس، وهو ما يعتبر في القانون الرياضي المصري نهايةً لولايته، وأيضًا لعدة مشكلات، منها شطب اسم الزمالك من مسابقات كرة اليد، بالإضافة لمخالفات مالية بسبب تلقيه تبرعًا من رئيس نادي الاتحاد السعودي - حينها - منصور البلوي. مع هذا عاد منصور رئيسًا للنادي مرة أخرى في أبريل من العام 2006 بعد أن حصل على حكم من محكمة القضاء الإداري يبطل قرار وزارة الرياضة والشباب.
في أغسطس 2006، قرر مجلس الرياضة القومي المصري حل مجلس إدارة نادي الزمالك مرة أخرى وتعيين مجلس إدارة مؤقت لمدة عام يرأسه ممدوح عباس بعد مشاجرته مع عضو من مجلس إدارة النادي الأهلي المصري خلال نهائي كأس مصر 2005–2006. في نفس العام شَطب مجلس الإدارة المؤقت عضويته من النادي بينما كان منصور يقضي عقوبة الحبس في قضية سب رئيس مجلس الدولة السيد نوفل.

#### انتخابه لفترة أولى (2014–2017)
في عام 2014، انتخب منصور لرئاسة النادي لفترة أولى تنتهي عام 2017.

##### أحداث ستاد الدفاع الجوي 2015
بعد عام من توليه رئاسة النادي، وقعت حادثة ملعب الدفاع الجوي التي توفي فيها 22 من مشجعي كرة القدم في مواجهة مع الشرطة على أبواب ملعب 30 يونيو خلال مباراة بالدوري المصري الممتاز بين الزمالك وإنبي. لقي معظم القتلى حتفهم خنقًا بعد أن استخدمت الشرطة الغاز المسيل للدموع لتفريق المشجعين الذين حاولوا اقتحام الملعب.

#### انتخابه لفترة ثانية (2017–2021)
في 25 نوفمبر 2017، انتخب منصور لرئاسة النادي لفترة ثانية تنتهي عام عام 2021.

##### الإيقاف الأول؛ مهاجمة الاتحاد الأفريقي لكرة القدم
في 29 سبتمبر 2018، أوقف الاتحاد الأفريقي لكرة القدم منصور لمدة عام ومنعه من نشاطات كرة القدم بالكامل، وغرَّمه 40 ألف دولار أمريكي بسبب مهاجمته لرئيس الاتحاد أحمد أحمد والمسؤول بالاتحاد عمرو مصطفى فهمي. كما تم إيقافه عامين آخرين من قبل اللجنة الأوليمبية المصرية وتهديده بالشطب إذا لم يلتزم حضور التحقيقات معه، عندما احتجّ على رفضها اعتماد جمعية نادي الزمالك العمومية. ومع ذلك ألغي قرار إيقافه هذا في 30 مايو 2021 من قبل محكمة القضاء الإداري المصرية عندما قبلت دعوى رفعها منصور طلب فيها إيقاف هذا القرار وقرارات أخرى. رفع الاتحاد الأفريقي الإيقاف عنه من أجل حضور نهائي كأس الاتحاد الأفريقي.

##### الإيقاف الثاني؛ التسريب الصوتي
في أغسطس 2020، كانت هناك جلسة استماع في البرلمان المصري حول رفع الحصانة عن مرتضى منصور، بعد تسريب صوتي له، أهان فيه رئيس النادي الأهلي محمود الخطيب ولاعبه السابق محمود كهربا. في غضون ذلك، زعم منصور أن ضابط مخابرات قطري اخترق هاتفه.
في 4 أكتوبر 2020 أصدرت اللجنة الأولمبية المصرية حزمة من العقوبات بحق رئيس نادي الزمالك مرتضى منصور، بعد تلقيها شكاوى مُقدمة ضده، تمثلت في:
1. إيقافه عن مزاولة أي نشاط رياضي لمدة 4 سنوات.
2. تغريمه 100 ألف جنيه.
3. عدم تمثيله لنادي الزمالك أمام أي شخص أو حضوره أي جمعية عمومية أو اعتماد توقيعه.
4. دعوة الجمعية العمومية نادي الزمالك لإجراء انتخابات للمقاعد الشاغرة، خاصة مقعد رئيس مجلس إدارة النادي.
5. «إبلاغ النيابة العامة بالوقائع التي تضمنتها التحقيقات (والتي تشكل جريمة جنائية) لإعمال شؤونها حيالها».

منصور خرج إلى القنوات المصرية وندد بقرارات اللجنة الأولمبية مؤكدًا على أنه لن ينصاع لها، وأكد على أنه حدث فقط من أجل هدم استقرار نادي الزمالك خدمة لمصلحة بعض الأطراف الأخرى. كما أن هذا الأخير رفض الطعن على هذه القرارات لدى اللجنة الأولمبية لكنه أقام دعوة قضائية أمام محكمة القضاء الإداري بمجلس الدولة، يطالب فيها بوقف القرار الصادر من اللجنة الأولمبية المصرية.
وفي 15 أكتوبر 2020، أعلنت اللجنة الأولمبية الدولية في بيان رسمي تأييدها لقرارات نظيرتها المصرية كما أكدت «دعمها لكل الخطوات الصادرة من منطلق الصلاحيات الممنوحة للجان الوطنية واعتبار الأمر داخلياً يخضع لكل المعايير والآليات المعترف بها دوليا، والتى تمثلها وتطبقها جيداً اللجنة الأولمبية المصرية شأنها شأن باقي اللجان الوطنية».
حتى تلك اللحظة، ظل مرتضى منصور يمارس مهامه متجاهلا العقوبات الصادرة ضده.
ومع ذلك ألغي قرار إيقافه هذا في 30 مايو 2021 من قبل محكمة القضاء الإداري المصرية عندما قبلت دعوى رفعها منصور طلب فيها إيقاف هذا القرار.

##### الإيقاف الثالث؛ حل مجلس الإدارة والعودة
في 29 نوفمبر 2020، قررت وزارة الشباب والرياضة المصرية إيقاف مجلس إدارة نادي الزمالك وتعيين مجلس إدارة مؤقت في إطار مجموعة من القرارات التي تضمنت حل مجالس إدارية لعدة أندية أخرى.
في 15 مارس 2021، قررت المحكمة الإدارية العليا المصرية، رفض الطعون المقدمة منه وعدد من أعضاء إدارته على قرار حل المجلس وتعيين مجلس إدارة جديد. وعليه فإن قرار المحكمة الإدارية العليا بحل مجلسه القديم صار نهائيًا.
ومع هذا، عاد منصور في 22 نوفمبر 2021 لرئاسة نادي الزمالك عقب أن قبلت وزارة الشباب والرياضة المصرية تنفيذ حكم محكمة القضاء الإداري التي قضت بقبول طعنه وإيقاف قرار سابق بوقفه.

#### انتخابه لفترة ثالثة 2022
في 12 فبراير 2022، انتخب منصور لرئاسة النادي لفترة ثالثة تنتهي عام 2025.

##### الإيقاف الرابع: سجنه
في 27 أبريل 2022، أصدرت المحكمة الاقتصادية في القاهرة بحبس رئيس نادي الزمالك مرتضى منصور سنتين وغرامة 20 ألف جنيه بتهمة سب محمود الخطيب في قضيتين رفعما الأخير ضد منصور (سنة سجن عن كل قضية). بيد أن محكمة مستأنف الاقتصادية قضت، الأحد 17 يوليو 2022، بإيقاف تنفيذ أحد الحكمين بسجن مرتضى منصور لمدة عام والاكتفاء بغرامة 10 آلاف جنيه. وفي أغسطس 2022، جرى تعديل الحكم الآخر ليقضي بحبس منصور لمدة شهر واجب النفاذ بدلًا من سنة، والابقاء على غرامة 10 آلاف جنيه.
رئيس نادي الزمالك تقدم لاحقا بطعن على الحكمين لدى محكمة النقض، لكن المحكمة رفضت طعنه يوم 25 فبراير 2023، وجرى ترحيله لسجن وادي النطرون لتنفيذ حكم حبسه لمدة شهر. وعلق منصور على الحكم قائلا: «اخيرا رئيس النادي الاهلي يسجن رئيس نادي الزمالك،
لاول مرة في تاريخ الرياضة. 
رفض الطعن لكن في انتظار قرار قاضي السماء الله سبحانه وتعالى، 
لا تقلقوا عليا الاسود لا تخشي الموت وايضا لا تخاف من السجن ...».
عقب حبسه، أكد خبراء في اللوائح، أنه عقب الحكم النهائي بإدانة مرتضى منصور وسجنه بتهمة سب محمود الخطيب رئيس النادي الأهلي، فإن رئيس الزمالك يعزل من منصبه وفق القانون، وذلك استنادا للائحة النظام الأساسي للأندية المعروفة بـ"اللائحة الاسترشادية" التي أعدّتها اللجنة الأولمبية المصرية ووزارة الشباب والرياضة عام 2017 والتي تقر زوال عضوية أحد أعضاء مجلس الإدارة في عدة حالات منها حالة صدور حكم نهائي بعقوبة مقيدة للحرية ضده.
وفي 25 مارس، غادر منصور محبسه عقب انتهاء العقوبة المقررة ضده، ثم تولى الأخير الطعن على قرار عزله من منصب رئيس نادي الزمالك وواصل ممارسة مهامه حتى أيدت المحكمة الإدارية العليا، الأحد 9 يوليو 2023، نهائيا حكم عزله من رئاسة النادي. بيد أن مجلس إدارة النادي كلفه في يونيو 2023 برئاسة اللجنة العليا للاشتراكات والعضويات كما فوضه باتخاذ جميع القرارات دون الرجوع للمجلس.

##### الانسحاب من إدارة الزمالك
في مساء يوم 2 أغسطس 2023 أعلن المستشار مرتضى منصور رحيله عن أي منصب إداري صلب نادي الزمالك وابتعاده عن المشهد الرياضي تماما مؤكدا: "من يريد الترشح يتفضل، وأرى الكيان الذي أحبه ينهار".

## المسيرة السياسية

### في البرلمان
أُنتخب منصور لعضوية مجلس النواب المصري مرتين. الأولى كانت في العام 2000 حيث استمر فيه حتى العام 2005، والثانية كانت في العام 2015، حيث استمر فيه حتى العام 2020. لقد سبقتها محاولتين فاشلتين في العامين 1990 و1995 ولحقتها محاولة أخرى عام 2010.
عام 2016، رفض منصور أداء اليمين الدستورية حينما انتخب في مجلس النواب لأنها وصفت احتجاجات 2011 بـ«الثورة». لقد اعتبر أحداث العام 2011 بأنها «أكبر فوضى في التاريخ». وذكر أن انقلاب 2013 في مصر كان «الثورة الحقيقية».

#### طلبات رفع الحصانة
تقدم النائب العام المصري، المستشار حمادة الصاوي، يوم 28 يناير 2020، بـ3 طلبات لرفع الحصانة عن النائب بمجلس الشعب مرتضى منصور. الأمر الذي رفضه البرلمان برئاسة علي عبد العال بتعلة «وجود شبهة كيدية بالبلاغات ونزاعات سابقة بين النائب ومقدمي طلبات رفع الحصانة».

### في العام 2011

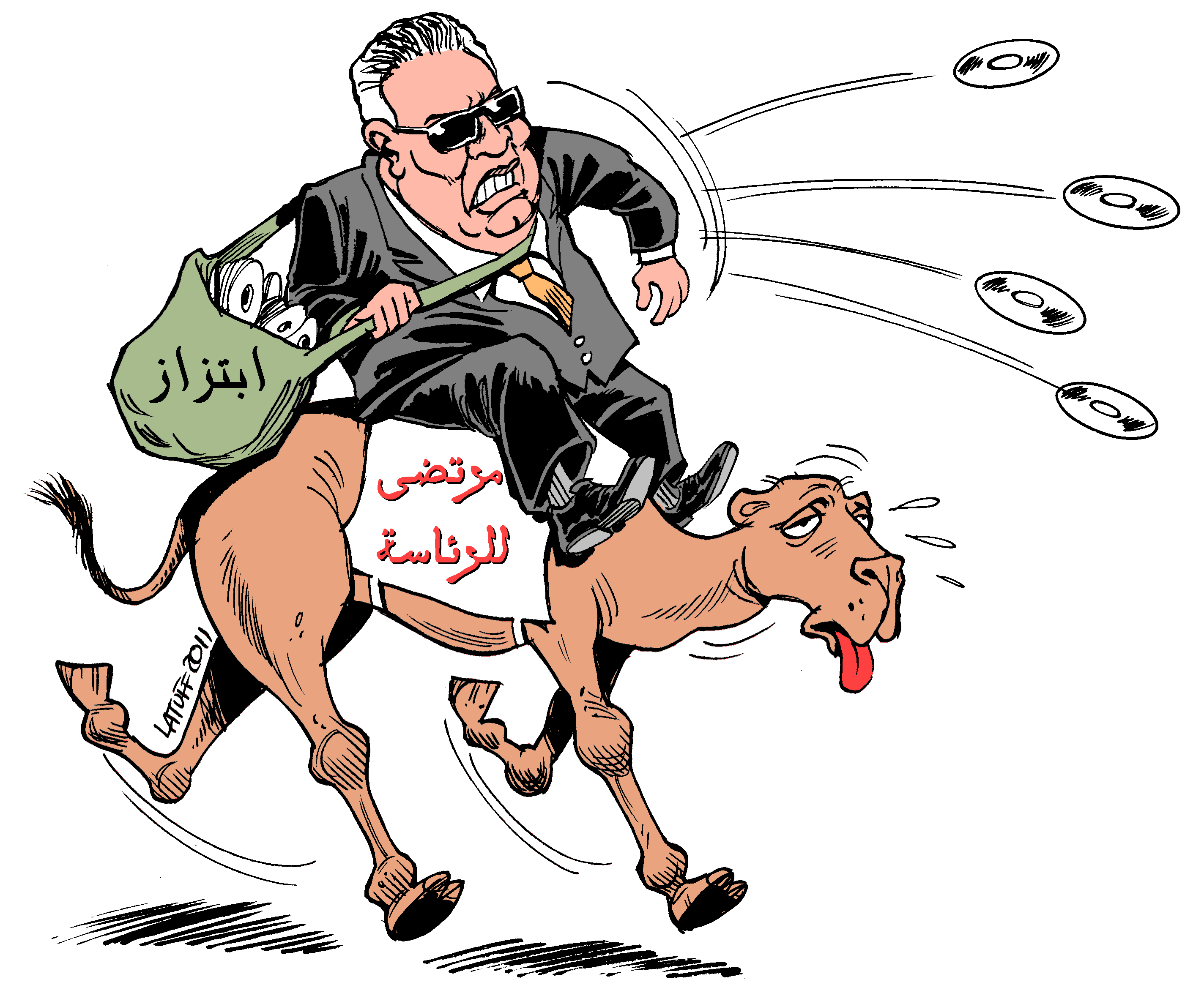
منصور كمشتبه به في "موقعة الجمل"؛ الكاركاتير من كارلوس لطوف

في العام 2011، عارض منصور التظاهرات التي خرجت على الرئيس حسني مبارك في 25 يناير حين شارك في المظاهرات التي خرجت تأييدًا لمبارك. هو كذلك أحد المحرضين على موقعة الجمل التي شهدت اعتداءًا على المعتصمين في ميدان التحرير (توضيح) في إحدى المظاهرات التي قادها تأييدًا لمبارك كما يشاهد في فيديو نُشر على يوتيوب.
هو وكيل مؤسسي حزب مصر الحرة.

### انتخابات الرئاسة 2012
ترشّح منصور لانتخابات الرئاسة المصرية 2012 عن حزب مصر القومي. حيث تقدم في مساء يوم الأحد 8 أبريل 2012 بشكل رسمي للترشح لمنصب رئيس جمهورية مصر العربية، حين قدم للجنة الانتخابات أوراق ترشحه رسميًا في اللحظات الأخيرة قبل غلق اللجنة بابها نهائيا في الساعة الثانية ظهرا. رغم هذا أُستبعد في 14 أبريل من سباق الانتخابات الرئاسية مع أحمد عوض الصعيدي لترشحهما عن حزب واحد هو حزب مصر القومي الذي أكدت لجنة الأحزاب السياسية أنه بدون ممثل قانوني لوجود نزاع على رئاسة الحزب بين عفت السادات وروفائيل بولس وآخرين، مما يفقد الحزب فرصة تزكية مرشح للرئاسة.

### انتخابات الرئاسة المصرية 2014 و2018
ترشح منصور في انتخابات الرئاسة المصرية التي جرت في الأعوام 2014 و2018. لكنه لم يستمر فيها.

## حياته الخاصة
متزوج وله ولدان أحمد وأمير وبنت واحدة هي أميرة.

### القضايا والأحكام
في عام 1989، ألقي القبض على منصور حين كان محاميًا لرجل الأعمال أحمد الريان. أظهرت التحقيقات حينها أنه كان المستشار القانوني لمجموعة «الريان».
في 2 مايو 2007، حكمت محكمة جنايات القاهرة على مرتضى منصور بالسجن ثلاث سنوات بتهمة التشهير بمسؤولين في المحكمة من بينهم المستشار «سيد نوفل» رئيس مجلس الدولة وتوجيه تهم بالفساد إليهم والتعدي عليهم. ومع هذا خففت محكمة جنح مستأنف الدقي الحكم إلى عام واحد.

### محاولة اغتياله 2014
في 17 أغسطس 2014، نجا منصور من محاولة اغتيال تعرض لها حين كان يغادر النادي. أصيب في المحاولة شخصين وقد تعرضت سيارته وبوابة النادي لرصاص المهاجمين. اتهم منصور ألتراس وايت نايتس التابع للنادي بالتنفيذ عقب عدة أزمات شابت علاقته بهم. في 9 يناير 2016، حكمت محكمة مصرية على 18 من أعضاء وايت نايتس بالسجن 5 سنوات.